# Beechdean Motorsport
 (mars 2016).

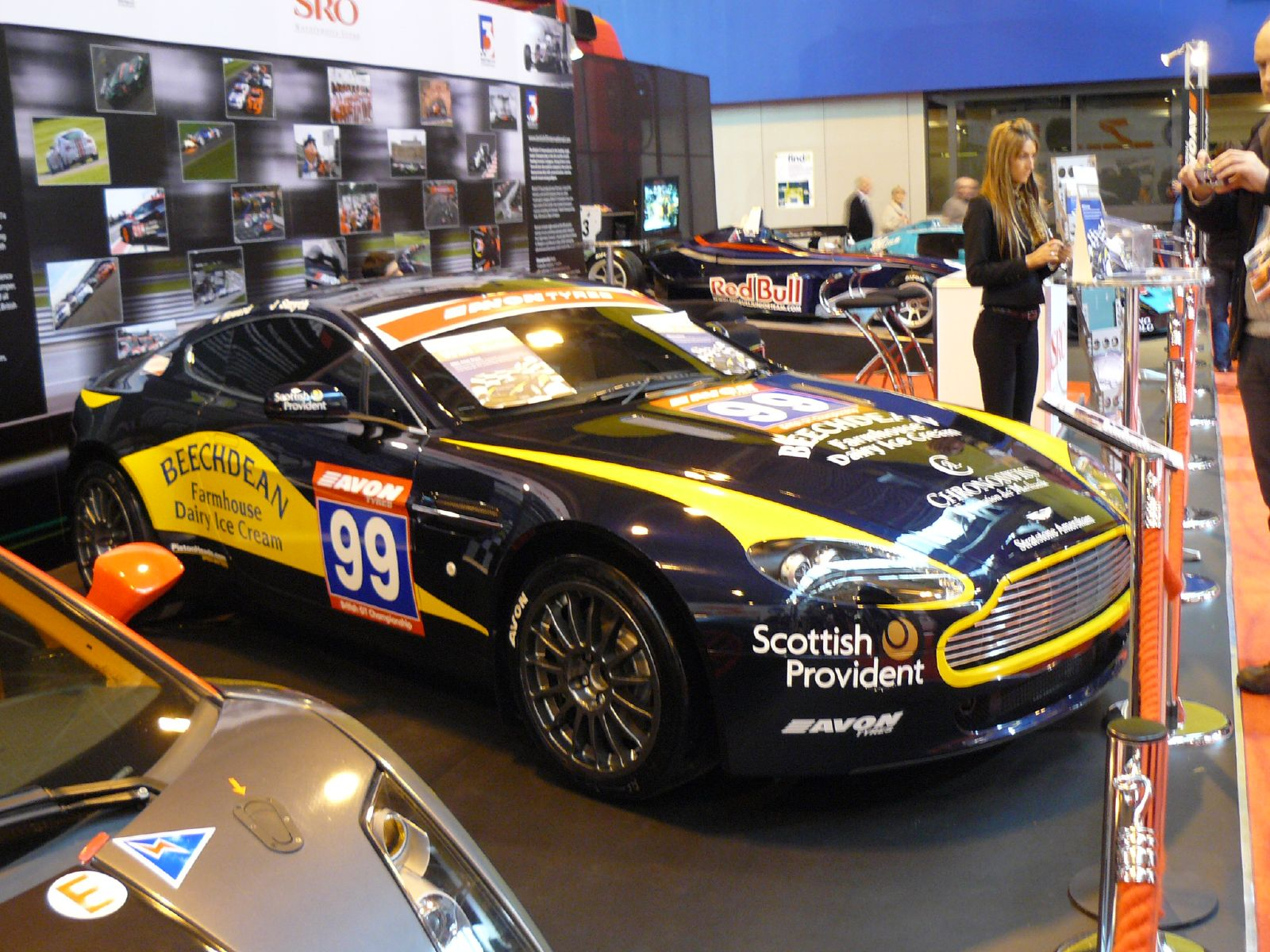
L'Aston Martin V8 Vantage en 2008

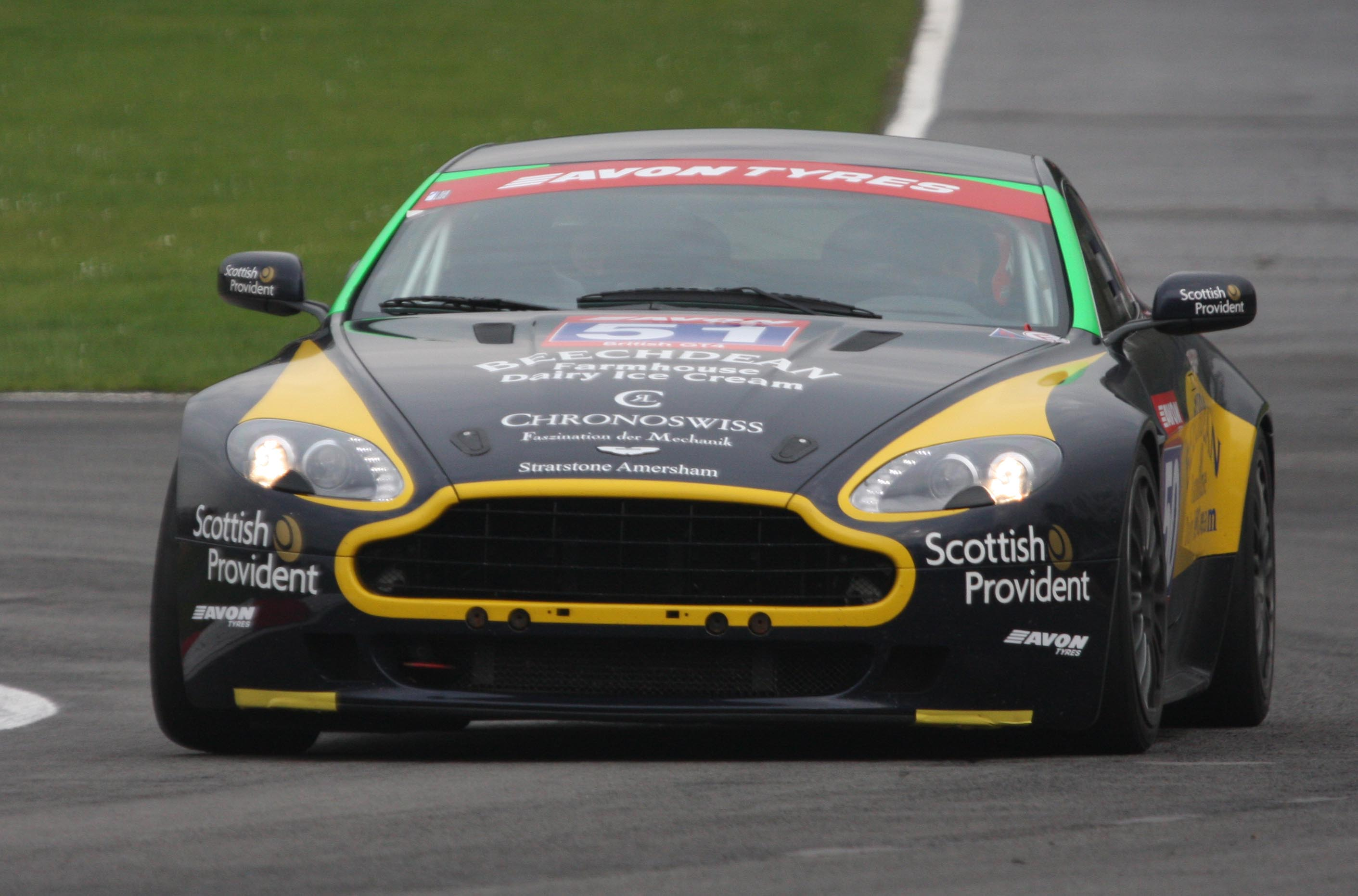
L'Aston Martin V8 Vantage en 2009

Le Beechdean Motorsport est une écurie britannique de sport automobile basée à Buckinghamshire et engagée dans le championnat Le Mans Series et les 24 Heures du Mans. À la suite d'un partenariat entre Beechdean Motorsport et Nigel Mansell, elle prend le nom officiel de Beechdean Mansell Motorsport pour participer aux Le Mans Series 2010. Ce partenariat n'est pas reconduit l'année suivante.

## Historique
L'écurie a été fondée par Andrew Howard, fondateur de Beechdean Dairy Ice Cream pour courir en championnat GT britannique en partenariat avec Barwell Motorsport. En 2010, l'accord signé avec Nigel Mansell lui permet de prendre une autre dimension avec un prototype LMP1 Ginetta-Zytek Z09R. Les pilotes de l'équipe sont Nigel Mansell et ses deux fils Leo et Greg.
La première participation aux 24 Heures du Mans 2010 a été ponctuée par un abandon et une sortie de piste définitive de Nigel Mansell au 4e tour.

## Palmarès
- Le Mans Series
  - Vainqueur des 1 000 km du Hungaroring dans la catégorie LMP1 en 2010 (7e place au général)